# Dipturus oculus
Dipturus oculus  (лат.) — вид хрящевых рыб семейства ромбовых скатов отряда скатообразных. Обитают в тропических водах восточной части Индийского океанов. Встречаются на глубине до 390 м. Их крупные, уплощённые грудные плавники образуют диск в виде ромба со удлинённым и заострённым рылом. Максимальная зарегистрированная длина 55,7 см. Откладывают яйца.

## Таксономия
Впервые вид был научно описан в 2008 году. Голотип представляет собой молодого самца длиной 46 см, пойманного у берегов Западной Австралии (33°22′ ю. ш. 114°31′ в. д.) на глубине 203—204 м. Паратипы:  самки длиной 42,5—55 см, неполовозрелый самец длиной 33,2 см и молодые самцы длиной 32,8—48,4 см, пойманные там же на глубине 225—389 м. Видовой эпитет происходит от слова лат. oculus — «глаз» и связана с характерными отметиными на крыльях этого ската.  

## Ареал
Эти бентопелагические скаты являются эндемиками вод Западной Австралии. Встречаются на внешнем крае континентального шельфа и в верхней части материкового склона на глубине от 200 до 389 м.

## Описание
Широкие и плоские грудные плавники этих скатов образуют ромбический диск с округлым рылом и закруглёнными краями. На вентральной стороне диска расположены 5 жаберных щелей, ноздри и рот. На длинном хвосте имеются латеральные складки. У этих скатов 2 редуцированных спинных плавника и редуцированный хвостовой плавник.
Ширина диска в 1,2 раза больше длины и равна 71—74 % длины тела. Удлинённое и заострённое рыло образует угол 90—96°. Длина короткого хвоста составляет 0,7—0,8 расстояния от кончика рыла до клоаки. Хвост довольно широкий. Его ширина в средней части равна 1,7—2,3 его высоты и 1,9—2,2 у основания первого спинного плавника. Расстояние от кончика рыла до верхней челюсти составляет 17—19 % длины тела и в 1,7—2,1 раза превосходит дистанцию между ноздрями. Длина головы по вентральной стороне равна 32—34 % длины тела. Длина рыла в 3,4—3,6 превосходит, а диаметр глаза равен 68—82 % межглазничного пространства. Высота первого спинного плавника в 1,6—1,8 раза больше длины его основания. Расстояние между началом основания первого спинного плавника и кончиком хвоста в 2,4—3,1 раза превосходит длину его основания и в 1,8—2,5 длину хвостового плавника. Длина задней лопасти у взрослых самцов достигает 17 % длины тела, а длина передней лопасти составляет 69—75 % длины задней. Длина птеригоподиев равна 15 % длины тела. Передний край обеих поверхностей диска покрыт узкой полосок шипиков. В затылочной области имеется 1 шип, мларные колючки, вероятно, имеются у взрослых самцов. У самцов хвост покрыт одним рядом колючек. У самок имеются дополнительные латеральные ряды колючек. Грудные плавники образованы 80—89 лучами. Количество позвонков 113—127. На верхней челюсти имеются 34—40 зубных рядов. Дорсальная поверхность диска сероватого или коричневого цвета с крупными глазками на «крыльях». Вентральная поверхность бледная, без отметин. Чувствительные поры, расположенные на вентральной стороне диска серые или чёрные, без окружающих тёмных пятен. Максимальная зарегистрированная длина 55,7 см.

## Биология
Подобно прочим ромбовым эти скаты откладывают яйца.

## Взаимодействие с человеком
Не являются объектом целевого промысла. Могут попадаться в качестве прилова. В ареале ведётся незначительный промысел. Международный союз охраны природы оценил охранный статус как «Вызывающий наименьшие опасения».